# Toste Godwinson
Toste Godwinson, auch Tosti Godwinson, Tosty Godwinson oder Tostig Godwinson (* ca. 1026; † 25. September 1066 bei Stamford Bridge), war von 1055 bis 1065 Graf (Earl) von Northumbria.

## Familie
Toste war der Sohn des angelsächsischen Earls Godwin Wulfnothson von Wessex (Godwins) und Gytha Thorkelsdóttir, Tochter von Torkel Björnsson und Schwester von Ulf Jarl von Dänemark. Er hatte zahlreiche Geschwister: Harold, den späteren englischen König Harald II., Sven, Gyrth, Leofwine, Wulfnoth, Waeltheow, Morcar, Edwin, Herbert, Ælfgar und seine Schwestern Edith, Elgiva, Gunhilda und Gytha.
Toste heiratete 1051 Judith von Flandern, die Tochter des Grafen Balduin IV. Schönbart und Halbschwester von Balduin V., genannt der Fromme. Sie war somit väterlicherseits eine Tante von Mathilde von Flandern, der Frau von Wilhelm dem Eroberer. Aus der Ehe mit Judith stammen vermutlich seine Söhne Skuli Tostisson Kongsfostre (* um 1052) und Ketil Krok Tostisson (* um 1054).
Der von Symeon von Durham bezeugte Sohn Olaf, der 1066 bei der Schlacht von Stamford Bridge anwesend war, beruht aller Wahrscheinlichkeit nach auf einer Verwechslung mit Olav III. Kyrre, dem Sohn Harald Hardrades.

## Leben

### Frühe Jahre
Erstmals erwähnt wird Toste in der Angelsächsischen Chronik, als er 1046 zusammen mit seinem Vater Godwin und seinem Bruder Harold mit der königlichen Flotte einen Piratenüberfall abwehrte.
Nach einer missglückten Revolte gegen König Eduard den Bekenner mussten die Godwins 1051 aus England fliehen. Godwin und seine Söhne Toste, Swegn und Gyrth flohen zu Balduin V. nach Flandern, die Söhne Harold und Leofwine flohen nach Irland.
1052 versöhnten sich die beiden Parteien in London wieder, vor allem deshalb, weil Eduard nicht auf die Unterstützung des mächtigen und beliebten Earl verzichten konnte. Eduard machte Godwins Sohn Toste zu seinem Günstling und gab der Familie Besitz und Titel zurück. Godwin, Toste und Harold verbrachten das Osterfest 1053 in Winchester am Hof Eduards, wo Godwin zusammenbrach und einige Tage später starb.

### Earl von Northumbria
Als Earl Siward 1055 starb, ernannte Eduard der Bekenner Toste zum Earl of Northumbria. Toste, der aus dem sächsischen Wessex im Süden Englands stammte, hatte Schwierigkeiten sich im anglisch-dänischen Northumbria durchzusetzen. König Malcolm III. Canmore von Schottland, Toste und Erzbischof Ealdred von York besuchten 1059 Eduard den Bekenner. Während Toste mit seiner Frau und Erzbischof Ealdred von York 1061 in Rom weilten, überfielen die Schotten Northumbria. Nach wiederholten Angriffen König Gruffydd ap Llywelyns von Wales sandte Eduard 1063 seine Earls Harold und Toste Godwinson, den Oberbefehlshaber des königlichen Heeres, um Wales zu unterwerfen.

### Exil
Earl Toste regierte despotisch, seine häufige Abwesenheit aus seinem Earldom verschärfte den Gegensatz, der sich 1065 in einen Aufstand entlud. Als auch sein Bruder Harold ihm die weitere Unterstützung verweigerte, wurde er von Eduard dem Bekenner verbannt und musste zu seinem Schwager Balduin V. nach Flandern fliehen. Harold hatte das Kalkül für seine eigenen Thronambitionen über die Familienbande gestellt, womit ihm in Toste ein Todfeind entstanden war. Morcar wurde Tostes Nachfolger als Earl von Northumbria.
Toste wollte nun jedoch selbst auf den Thron und suchte vergeblich Unterstützung bei König Sven Estridsson von Dänemark. Er fuhr weiter nach Norwegen und konnte Harald Hardrade, der ebenfalls Ansprüche auf den englischen Thron anmeldete, für eine Invasion in England gewinnen.

### Rückkehr und Tod
Anfang Mai 1066 unternahm Toste den Versuch, mit Waffengewalt aus der Verbannung nach England zurückzukehren. Er verwüstete die Isle of Wight und besetzte dann Sandwich, wo er Seeleute in seinen Dienst nahm und mit 60 Schiffen an der Ostküste bis zur Mündung des Humber segelte. Als er dann in Lincolnshire auf Raubzug ging, wurde sein Heer durch die Earls Edwin von Mercia und Morcar von Northumbria vernichtet. Die Überlebenden flüchteten, Toste segelte mit verbliebenen 12 Schiffen nordwärts und nahm Zuflucht bei König Malcolm III. Canmore von Schottland, mit dem er ein Bündnis geschlossen hatte. Harold Godwinson begab sich zur Isle of Wight, um die Südküste gegen den normannischen Herzog zu rüsten. Von Harald Hardrade wusste man schon, dass er eine Invasion vorbereitete und auch mit Toste in Verbindung stand, der in Schottland abwartete; aber Harolds Aufmerksamkeit galt vor allem Wilhelm.
Harald Hardrade segelte mit einer großen Flotte von 200 Kriegsschiffen, den erforderlichen Versorgungsschiffen und zahlreichen kleineren Booten zu den Orkney-Inseln, deren Jarle Paul und Erlend sich ihm anschlossen. Toste schloss sich den Truppen des norwegischen Königs in Schottland an. Bei Klifland landeten sie plündernd in England und eroberten Scarborough. Am 20. September schlug das Heer drei Kilometer südlich von York bei Hellornes (Fulford) ein englisches Aufgebot aus dem Norden Englands in die Flucht. Dann eroberten sie schließlich York, das Tostes Brüder Waeltheow und Morcar verteidigten (so zumindest die Darstellung in der Heimskringla). Am 25. September 1066 fielen Toste und Harald Hardrade in der Schlacht von Stamford Bridge gegen König Harald II.
Tostes Neffe, der normannische Herzog Wilhelm der Bastard (wie er da noch genannt wurde), landete am 28. September bei Pevensey und besiegte das nach dem Eilmarsch von Stamford Bridge erschöpfte englische Heer am 14. Oktober in der Schlacht bei Hastings. Harald II. fand den Tod, Wilhelm wurde König und zu Wilhelm I., dem Eroberer.
Tostes Söhne Skule und Ketil fuhren ins Exil nach Norwegen. Seine Witwe Judith heiratete um 1070 Herzog Welf I. von Bayern. Skule wurde Ratgeber und Vertrauter König Olav Kyrres, der ihm dafür das Landgut Rein übertrug.